# Campionati europei 2018

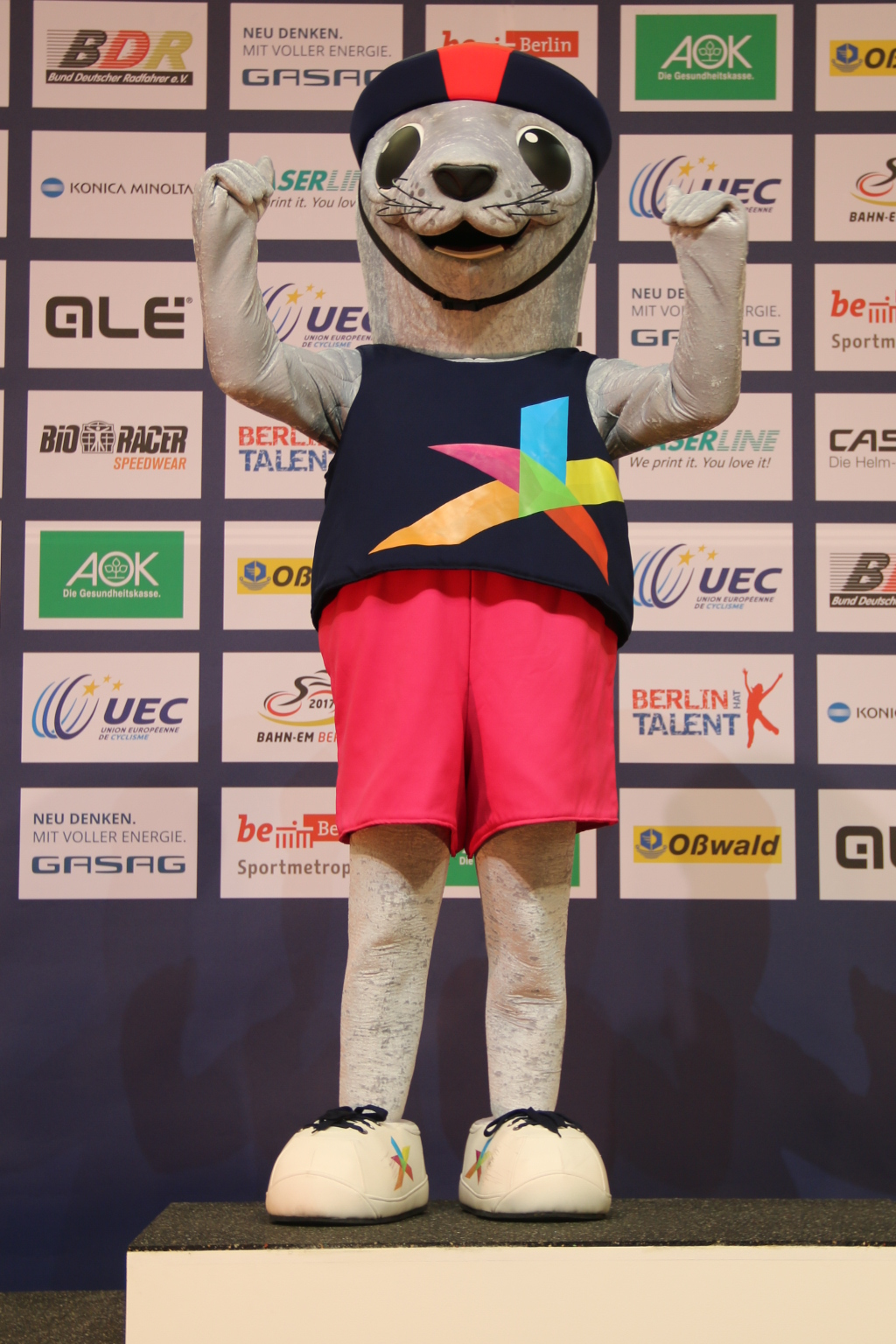
Bonnie la foca, la mascotte di Glasgow

I Campionati europei 2018 sono una manifestazione multisportiva che si è svolta a Berlino (Germania, gare di atletica) e Glasgow (Scozia, con Edimburgo che ha ospitato le gare di tuffi e Auchterarder il torneo di golf), dal 2 al 12 agosto 2018.

## Elenco dei tornei
- Campionati europei di atletica leggera 2018
- Campionati europei di nuoto 2018:
  - Nuoto ai Campionati europei di nuoto 2018
  - Tuffi ai Campionati europei di nuoto 2018
  - Nuoto sincronizzato ai Campionati europei di nuoto 2018
  - Nuoto di fondo ai Campionati europei di nuoto 2018
- Campionati europei di ciclismo 2018:
  - Campionati europei di ciclismo su pista 2018
  - Campionati europei di ciclismo su strada 2018
  - Campionati europei di mountain bike 2018
  - Campionati europei di BMX 2018
- Campionati europei di golf a squadre 2018
- Campionati europei di ginnastica artistica 2018:
  - Campionati europei di ginnastica artistica maschile 2018
  - Campionati europei di ginnastica artistica femminile 2018
- Campionati europei di canottaggio 2018
- Campionati europei di triathlon 2018

## Calendario
Il programma originale è stato pubblicato a febbraio 2017. Il programma è stato aggiornato a giugno 2017 sulla base dell'orario dei biglietti di Glasgow e di nuovo a marzo 2018, quando è stato pubblicato l'orario di Berlino.
| ● | Competizioni di eventi | 1 | Numero di eventi della medaglia d'oro |

| Agosto                | Agosto                         | 2 Gio | 3 Ven | 4 Sab | 5 Dom | 6 Lun | 7 Mar | 8 Mer | 9 Gio | 10 Ven | 11 Sab | 12 Dom | Eventi di medaglie d'oro |
| --------------------- | ------------------------------ | ----- | ----- | ----- | ----- | ----- | ----- | ----- | ----- | ------ | ------ | ------ | ------------------------ |
| Atletica leggera      | Atletica leggera               |       |       |       |       | ●     | 7     | 5     | 6     | 9      | 11     | 12     | 50                       |
| Sport acquatici       | Nuoto                          |       | 4     | 6     | 6     | 6     | 6     | 6     | 9     |        |        |        | 72                       |
| Sport acquatici       | Tuffi                          |       |       |       |       | 1     | 2     | 2     | 2     | 2      | 2      | 2      | 72                       |
| Sport acquatici       | Nuoto sincronizzato            |       | 2     | 1     | 1     | 2     | 3     |       |       |        |        |        | 72                       |
| Sport acquatici       | Nuoto di fondo                 |       |       |       |       |       |       | 2     | 2     |        | 1      | 2      | 72                       |
| Ciclismo              | Su pista                       | ●     | 6     | 4     | 4     | 4     | 4     |       |       |        |        |        | 30                       |
| Ciclismo              | Su strada                      |       |       |       | 1     |       |       | 2     |       |        |        | 1      | 30                       |
| Ciclismo              | Mountain bike                  |       |       |       |       |       | 2     |       |       |        |        |        | 30                       |
| Ciclismo              | BMX                            |       |       |       |       |       |       |       |       | ●      | 2      |        | 30                       |
| Golf                  | Golf                           |       |       |       |       |       |       | ●     | ●     | ●      | 1      | 2      | 3                        |
| Ginnastica            | Ginnastica artistica maschile  |       |       |       |       |       |       |       | ●     |        | 1      | 6      | 12                       |
| Ginnastica            | Ginnastica artistica femminile | ●     |       | 1     | 4     |       |       |       |       |        |        |        | 12                       |
| Canottaggio           | Canottaggio                    | ●     | ●     | 9     | 8     |       |       |       |       |        |        |        | 17                       |
| Triathlon             | Triathlon                      |       |       |       |       |       |       |       | 1     | 1      | 1      |        | 3                        |
| Totale medaglie d'oro | Totale medaglie d'oro          |       | 12    | 21    | 24    | 13    | 24    | 17    | 20    | 12     | 19     | 25     | 187                      |
| Totale cumulativo     | Totale cumulativo              |       | 12    | 33    | 57    | 70    | 94    | 111   | 131   | 143    | 162    | 187    | 187                      |

## Medagliere
Nazioni ospitanti
| Posiz. | Nazione       | Oro | Argento | Bronzo | Totale |
| ------ | ------------- | --- | ------- | ------ | ------ |
| 1      | Russia        | 31  | 19      | 16     | 66     |
| 2      | Gran Bretagna | 26  | 26      | 22     | 74     |
| 3      | Italia        | 15  | 17      | 28     | 60     |
| 4      | Paesi Bassi   | 15  | 15      | 13     | 43     |
| 5      | Germania      | 13  | 17      | 23     | 53     |
| 6      | Francia       | 13  | 14      | 15     | 42     |
| 7      | Polonia       | 9   | 6       | 6      | 21     |
| 8      | Ucraina       | 8   | 13      | 5      | 26     |
| 9      | Svizzera      | 8   | 4       | 7      | 19     |
| 10     | Ungheria      | 7   | 4       | 4      | 15     |
| 11     | Belgio        | 6   | 5       | 8      | 19     |
| 12     | Svezia        | 6   | 3       | 2      | 11     |
| 13     | Norvegia      | 5   | 2       | 1      | 8      |
| 14     | Grecia        | 4   | 3       | 2      | 9      |
| 15     | Bielorussia   | 4   | 2       | 3      | 9      |
| 16     | Spagna        | 3   | 6       | 10     | 19     |
| 17     | Romania       | 3   | 4       | 3      | 10     |
| 18     | Portogallo    | 2   | 2       | 0      | 4      |
| 19     | Croazia       | 2   | 1       | 0      | 3      |
| 20     | Danimarca     | 1   | 4       | 2      | 7      |
| 20     | Lituania      | 1   | 4       | 2      | 7      |
| 22     | Turchia       | 1   | 3       | 2      | 6      |
| 23     | Irlanda       | 1   | 1       | 2      | 4      |
| 24     | Islanda       | 1   | 1       | 0      | 2      |
| 24     | Israele       | 1   | 1       | 0      | 2      |
| 26     | Rep. Ceca     | 0   | 3       | 1      | 4      |
| 27     | Austria       | 0   | 1       | 3      | 4      |
| 28     | Slovenia      | 0   | 1       | 1      | 2      |
| 29     | Azerbaigian   | 0   | 1       | 0      | 1      |
| 29     | Bulgaria      | 0   | 1       | 0      | 1      |
| 29     | Slovacchia    | 0   | 1       | 0      | 1      |
| 32     | Armenia       | 0   | 0       | 1      | 1      |
| 32     | Estonia       | 0   | 0       | 1      | 1      |
| 32     | Finlandia     | 0   | 0       | 1      | 1      |
| Totale | Totale        | 185 | 185     | 185    | 555    |